# Jonathan Fawkner
Jonathan Fawkner ist ein britischer Filmtechniker für visuelle Effekte, der bei der Oscarverleihung 2015 zusammen mit Stéphane Ceretti, Nicolas Aithadi und Paul Corbould für den Oscar in der Kategorie Beste visuelle Effekte für seine Arbeit bei Guardians of the Galaxy nominiert war. Ind den Jahren 2018, 2022 und 2025 erhielt jeweils drei weitere Nominierungen für die Filme Guardians of the Galaxy Vol. 2, James Bond 007: Keine Zeit zu sterben, und Wicked. Fawkner ist seit Anfang der 2000er Jahre aktiv und war seitdem an rund 30 Filmprojekten beteiligt. Er arbeitet für die Firma Framestone.
2018 wurde er in die Academy of Motion Picture Arts and Sciences berufen, die jährlich die Oscars vergibt.

## Filmografie (Auswahl)
- 2001: Harry Potter und der Stein der Weisen (Harry Potter and the Philosopher’s Stone)
- 2001: Heiraten für Fortgeschrittene (Crush)
- 2001: Lara Croft: Tomb Raider
- 2002: Harry Potter und die Kammer des Schreckens (Harry Potter and the Chamber of Secrets)
- 2002: Pluto Nash – Im Kampf gegen die Mondmafia (The Adventures of Pluto Nash)
- 2002: Blade II
- 2004: The Libertine
- 2004: Thunderbirds
- 2005: V wie Vendetta (V for Vendetta)
- 2005: Harry Potter und der Feuerkelch (Harry Potter and the Goblet of Fire)
- 2005: Doom – Der Film (Doom)
- 2005: Königreich der Himmel (Kingdom of Heaven)
- 2005: Sahara – Abenteuer in der Wüste (Sahara)
- 2006: Children of Men
- 2006: X-Men: Der letzte Widerstand (X-Men: The Last Stand)
- 2007: Der goldene Kompass (The Golden Compass)
- 2007: Mr. Bean macht Ferien (Mr. Bean’s Holiday)
- 2008: The Dark Knight
- 2009: Sherlock Holmes
- 2009: Avatar – Aufbruch nach Pandora (Avatar)
- 2010: Die Chroniken von Narnia: Die Reise auf der Morgenröte (The Chronicles of Narnia: The Voyage of the Dawn Treader)
- 2011: Captain America: The First Avenger
- 2012: Zorn der Titanen (Wrath of the Titans)
- 2013: Gravity
- 2014: Guardians of the Galaxy
- 2014: Edge of Tomorrow
- 2016: Doctor Strange
- 2017: Guardians of the Galaxy Vol. 2
- 2017: King Arthur: Legend of the Sword
- 2017: Thor: Tag der Entscheidung (Thor: Ragnarok)
- 2019: Pokémon Meisterdetektiv Pikachu (Pokémon Detective Pikachu)
- 2021: The Suicide Squad
- 2021: James Bond 007: Keine Zeit zu sterben (No Time to Die)
- 2024: Wicked